# Campoletis apicata
Campoletis apicata is een insect dat behoort in de taxonomische indeling tot de orde vliesvleugeligen (Hymenoptera) binnen de familie van de gewone sluipwespen (Ichneumonidae) tot het geslacht Campoletis. De wetenschappelijke naam van de soort werd voor het gepubliceerd in het tijdschrift The Canadian Entomologist door Viereck in 1925.